# Glada, Ada och sömnklockan
Glada, Ada och sömnklockan, även Ada, Glada och sömnklockan (finska: Onneli, Anneli ja nukutuskello) är en finsk barnfilm från 2018 som regisserades av Saara Cantell.
Filmen är baserad på Marjatta Kurenniemis bok Onneli, Anneli ja nukutuskello, och är den fjärde filmen baserad på barnboksserien Ada och Glada.

## Handling
Ada och Glada ska ta hand om en tankspridd uppfinnarre som heter Manickus. På hans ägor bekantar sig flickorna med konstiga maskiner och blir indragna i ett stort äventyr som leder dem till sömnvärlden.

## Rollista
- Celina Fallström – Ada
- Olga Ritvanen – Glada
- Aamu Sorvoja – Heidi
- Ville Myllyrinne – Vekotiitus Vappunen
- Jaakko Saariluoma – polismästare Urho Ulpukka
- Johanna af Schultén – fru Rosina
- Elina Knihtilä – Tingelstina
- Kiti Kokkonen – Tangelstina
- Antti Autio – Oskari Oikotie
- Henna Tanskanen – Martta
- Jani Toivola – borgmästare
- Eija Ahvo – fru Ruusupuu
- Sonja Halla-aho – Anni
- Michael Monroe – tjänsteman i drömvärlden
- Anja Pohjola – Ulpukas mamma
- Selma Cristina Teixeira Santini – kvinna i Portugal
- Minttu Mustakallio – vindflöjel (röst)
- Laura Happonen – Heidis mamma

## Produktion
Filmen var tänkt att spelas in i Lovisa stad, precis som de tre tidigare filmerna om Ada och Glada, men när filmen skulle planeras var inte staden med för att förhandla förhandla var i Lovisa filmen skulle spelas in så inspelningarna flyttade istället till Åbo och trakterna runt.
Filmen spelades in på Biskopsgatan, Kurala bybacke i Åbo och i Korvensuu elektricitets- och verkstadsmuseum i Virmo.